# بهمن معتمدیان
بهمن معتمدیان نویسنده، تهیه‌کننده، کارگردان متولد تهران است.

## زندگی‌نامه

### تحصیلات
او تحصیلاتش را در رشته مهندسی صنایع به پایان برد.

### فعالیت‌های هنری
او در انجمن سینمای جوان به عکاسی و هم زمان با آن در کانون تئاتر تجربی زیر نظر حمید سمندریان به کارگردانی تئاتر پرداخت. چند نمایشگاه عکس و اجرای رپرتواری از آثار اوژن یونسکو محصول این دوران است. این نمایشها عبارتند از: آواز خوان طاس، ژاک یا تسلیم و دختر دم بخت. بعد از آن به‌طور حرفه‌ای وارد عرصه فیلمنامه‌نویسی شد و فیلمنامه‌های متعددی برای سینما و تلویزیون نوشت و موازی آن به تولید و ساخت فیلم کوتاه ومستند پرداخت. در تمام این دوران تأثیر هنرهای تجسمی در آثار او مشهود است. با فیلم آکواریوم، مسیر تازه‌ای در کارنامه او گشوده شد. این فیلم جوایز متعدد بین‌المللی را به دست آورده. او با ساخت فیلم بلند خستگی به جرگه فیلم‌سازان حرفه‌ای پیوست. این فیلم، در بخش مسابقه شصت و پنجمین جشنواره فیلم ونیز به نمایش درآمد و جوایز متعددی را برده و در فستیوالهای متعدد معتبر خارجی به نمایش درآمد. هیچگاه هیچ فیلمی از او در ایران نمایش داده نشده و همواره نمایش آثارش در ایران با مشکل همراه بوده‌است.

## کارنامهٔ سینمایی

### فیلم بلند
- خستگی[نیازمند منبع] [۳]

### فیلم مستند
- آوازی برای مردن[نیازمند منبع]
- موسیقی و فراموشی[نیازمند منبع]

### فیلم کوتاه
- آکواریوم[نیازمند منبع]

### فیلمنامه

#### فیلمنامه تلویزیونی
| سال  | نام           | سمت     | کارگردان       | توضیحات |
| ---- | ------------- | ------- | -------------- | ------- |
| ۱۳۷۸ | قطار ابدی     | نویسنده | رضا عطاران     |         |
| ۱۳۷۹ | چراغ جادو     | نویسنده | همایون اسعدیان |         |
| ۱۳۷۹ | نود شب        | نویسنده | مهران مدیری    |         |
| ۱۳۸۰ | زیر آسمان شهر | نویسنده | مهران غفوریان  |         |
| ۱۳۸۱ | بدون شرح      | نویسنده | مهدی مظلومی    |         |
| ۱۳۸۲ | نقطه چین      | نویسنده | مهران مدیری    |         |
| ۱۳۸۴ | شبهای برره    | نویسنده | مهران مدیری    |         |
| ۱۳۸۶ | چارخونه       | نویسنده | سروش صحت       |         |

#### فیلمنامه سینمایی
- چپ دست
- خستگی[نیازمند منبع]

## تئاتر

### کارگردانی تئاتر
- آوارخوان طاس[نیازمند منبع]
- ژاک یا تسلیم[نیازمند منبع]
- دختر دم بخت[نیازمند منبع]

## داستان کوتاه
- شنل بزرگ[۴]

## جوایز
- جایزه برایان از جشنواره فیلم ونیز برای فیلم خستگی )http://en.wikipedia.org/wiki/65th_Venice_International_Film_Festival 65th Venice International Film Festival] / August 27 to September 6, 2008
- کاندیدQueer Lionاز جشنواره فیلم ونیز برای فیلم خستگی )http://en.wikipedia.org/wiki/Queer_Lion Queer Lion] Award (65th Venice International Film Festival / August 27 to September 6, 2008 [۵]
- جایزه بهترین فیلم از جشنواره فیلم تورین برای فیلم خستگی )24th Torino GBLT Film Festival (23–3 April 2009 / Torino, Italy
- جایزه بهترین تهیه‌کننده از جشنواره آسا پاسیفیک برای فیلم خستگی )Special citation (Best producer) (Asia Pacific Festival of 1st Films/ 4–10 December 2008/ Singapore
- جایزه بهترین فیلم تجربی از جشنواره فیلم ملل برای آکواریوم The Best Experimental Film /Aquarium /(Festival of Nations / 13–19 June 2003/Ebensee
- خرس نقره از جشنواره فیلم ملل برایآکواریوم Silver Bear /Aquarium /(Festival of Nations / 13–19 June 2003/Ebensee, Austria